# Marek Slabý
Marek Slabý (* 10. března 1965 Tábor) je český lékař, v letech 2005 až 2025 ředitel Zdravotnické záchranné služby Jihočeského kraje , prezident Asociace zdravotnických záchranných služeb České republiky a v letech 2002 až 2022 člen zastupitelstva města Tábor. Od roku 2022 zastává také post senátora za obvod č. 13 – Tábor.

## Život
Narodil se 10. března 1965 v Táboře. V letech 1979–1983 studoval na Gymnáziu Tábor, poté až do roku 1990 studoval na Fakultě dětského lékařství 2. lékařské fakulty Univerzity Karlovy. Následně získal postupně 4 atestace: 1. stupně Anesteziologie a resuscitace (1993), 2. stupně Anesteziologie a resuscitace (1997), urgentní medicína (1999) a veřejné zdravotnictví (2004). 
Od roku 1990 pracoval na ARO v Okresní nemocnici Tábor, od roku 1993 působil na ZZS Tábor. V roce 1997 se stal vedoucím lékařem ARO v Táboře, v roce 2000 ředitelem ZZS Tábor. Od roku 2005 byl ředitelem ZZS Jihočeského kraje. Post ředitele Zdravotnické záchranné služby Jihočeského kraje zastával dvacet let až do roku 2025, kdy se rozhodl sám dobrovolně odejít.
V roce 2015 získal titul MBA na pražském institutu CEMI, v roce 2020 na pražské Academy of Health care Management titul LL.M.
Je členem dozorčí rady Správy lesů města Tábor. Jeho ženou je Dana Slabá, se kterou má dvě děti. Slabý je členem organizace Junák – český skaut.
Je a byl členem mnoha expertních/poradních lékařských skupin, od roku 2009 je prezidentem Asociace zdravotnických záchranných služeb ČR. V letech 2006 až 2022 vyučoval na Zdravotně sociální fakultě Jihočeské univerzity, od roku 2007 do roku 2021 působil v oboru Anesteziologie a resuscitace a urgentní medicína jako soudní znalec.
Obdržel mnoho pamětních medailí a ocenění, například medaili HZS ČR Za zásluhy o bezpečnost (2021) nebo Zlatý záchranářský kříž (2020).
Publikoval v časopisech Anesteziologie a neodkladná péče, Urgentní medicína, Tempus Medicorum, Zdravotnické noviny či třeba Medical tribune.

## Politické působení
V letech 2002 až 2022 byl zastupitelem města Tábor, a to jako nestraník za hnutí Tábor 2020. V letech 2008 až 2010 byl v radě města.
Ve volbách do Senátu PČR v roce 2022 kandidoval jako nestraník za hnutí Tábor 2020 a v rámci koalice SPOLU (tj. ODS, KDU-ČSL a TOP 09) v obvodu č. 13 – Tábor. V prvním kole vyhrál s podílem hlasů 30,00 %, a postoupil tak do druhého kola, v němž se utkal s kandidátem hnutí JIH 12 Jaroslavem Větrovským. V něm zvítězil poměrem hlasů 53,47 % : 46,52 %, a stal se tak senátorem.